# Чемпионат наций КОНКАКАФ 1969 (отборочный турнир)
12 стран КОНКАКАФ подали заявки на участие в Чемпионате наций КОНКАКАФ 1969 года.  Гватемала (действующий чемпион КОНКАКАФ) и  Коста-Рика (хозяин чемпионата) получили путёвки автоматически, остальные 10 стран были разбиты на 5 пар.

## Группа 1
| 20 апреля 1969 | \| Гаити \| 2 - 0 \| США \| | Порт-о-Пренс |
| Гаити          | 2 - 0                       | США          |

| 11 мая 1969 | \| США \| 0 - 1 \| Гаити \| | Сан-Диего |
| США         | 0 - 1                       | Гаити     |

 Гаити победила с суммарным счётом 3-0, но позже отказалась от участия в чемпионате. Примечательно, что эта встреча совмещала цели отборочного турнира Чемпионата наций КОНКАКАФ 1969 года и отборочного турнира Чемпионата мира по футболу 1970 года (см. отборочный турнир Чемпионата мира по футболу 1970 года).

## Группа 2
| 21 октября 1969 | \| Мексика \| 3 - 0 \| Бермудские Острова \| | Мехико             |
| Мексика         | 3 - 0                                        | Бермудские Острова |

| 2 ноября 1969      | \| Бермудские Острова \| 2 - 1 \| Мексика \| | Гамильтон |
| Бермудские Острова | 2 - 1                                        | Мексика   |

 Мексика победила с суммарным счётом 4-2 и получила путёвку в финальный турнир.

## Группа 3
| 11 апреля 1969 | \| Ямайка \| 1 - 1 \| Панама \| | Кингстон |
| Ямайка         | 1 - 1                           | Панама   |

| 11 мая 1969 | \| Панама \| 1 - 2 \| Ямайка \| | Кингстон |
| Панама      | 1 - 2                           | Ямайка   |

 Ямайка победила с суммарным счётом 3-2 и получила путёвку в финальный турнир.

## Группа 4
Гондурас был дисквалифицирован в связи с «футбольной войной» между ним и Сальвадором, поэтому  Нидерландские Антильские острова получили путёвку в финальный турнир автоматически.

## Группа 5
Сальвадор был дисквалифицирован в связи с «футбольной войной» между ним и Гондурасом, поэтому  Тринидад и Тобаго получил путёвку в финальный турнир автоматически.